# Valeri Korovine
Pour les articles homonymes, voir Korovine.
Valeri Mikhaïlovitch Korovine (en russe : Вале́рий Миха́йлович Коро́вин), né le 31 mai 1977 à Vladivostok, est un sociologue, politologue et journaliste russe. Il est directeur du centre d'expertise géopolitique, directeur adjoint du centre de recherches conservatrices de la faculté de sociologie de l'université de Moscou, membre du comité eurasiatique, chef adjoint du Mouvement international eurasiatique, rédacteur en chef du portail d'information analytique Eurasie («Евразия»), membre du club d'Izborsk, et depuis le 31 mai 2014 membre de la chambre sociale de la fédération de Russie (5e législature).

## Biographie
Son père Mikhaïl Nikolaïevitch Korovine est originaire de Sverdlovsk. Il est officier de la marine de 1977 à 1992 à Vladivostok. Sa mère, née Irina Vladimirovna Savtchenko, est originaire de Khabarovsk. Valeri Korovine termine l'université d'État des bâtiments et travaux publics de Moscou en 1999, puis il est chercheur à la faculté de sociologie de l'université de Moscou. À partir de 1995, il collabore au centre d'initiatives géopolitiques et eurasiatiques d'Alexandre Douguine. Korovine a travaillé à l'Institut de recherches spéciales métastratégiques. En 1999, il devient expert à la section du centre d'expertises géopolitiques au conseil consultatif des problèmes de sécurité nationale auprès de la présidence de la Douma d'État. Dans les années 2000, il poursuit une carrière journalistique et publie aussi aux éditions du fond de politique effective (Фонд эффективной политики). Il fait paraître des articles dans Le Journalrusse («Русский журнал»), dans «Страна.ру», à l'agence russe d'information RosBusinessConsulting («РосБизнесКонсалтинг»), dans les journaux Version («Версия»), Nezavissimaïa Gazeta (Le Journal indépendant «Независимая газета»), La Gazette («Газета»), Vedomosti («Ведомости»), L'Étoile rouge («Красная звезда»), Novye Izvestia (Les Nouvelles éditions «Новые известия»), La Gazette russe («Российская газета»), Le Courrier russe («Русский курьер»), et dans les revues «VIP», La Classe politique («Политический класс»). Il dirige aussi des émissions de radio comme à Radio populaire (Narodnoïe Radio) ; collabore aux émissions Cependant («Однако») et Autre temps («Другое время») sur la Première chaîne de télévision russe (Perviy Kanal) conduites par Mikhaïl Leontiev. Il participe aussi aux émissions Regard russe («Русский взгляд») de la Troisième chaîne. En 2007, il dirige l'émission Réaction sur la chaîne Spas.
Depuis 2012, il dirige le comité d'organisation pour la formation du parti politique Eurasie. Il fait partie du comité de direction du Mouvement international eurasiatique. Il dirige le comité exécutif et il est vice-président du conseil politique du comité du parti Eurasie.
Korovine est l'auteur de plusieurs livres politiques et de société. Son ouvrage La fin du projet « Ukraine » a connu un certain écho en 2014-2015 pour comprendre le contexte de la guerre du Donbass. Il assiste à la fondation du parti Nouvelle Russie à Donetsk, en mai 2014.

## Œuvres
- La Veille de l'empire. Géopolitique appliquée et guerres de réseaux, Moscou, 2008
- La Principale guerre secrète des États-Unis. Guerres de réseaux, Moscou, 2009
- Le Caucase du Nord : le facteur russe, Moscou : faculté de sociologie de l'université de Moscou, 2010
- La Migration des Russes : les causes du reflux du Caucase du Nord. Description des problèmes, situation actuelle (1989—2011), Moscou : faculté de sociologie de l'université de Moscou, 2011
- Un coup porté à la Russie. Géopolitique et pressentiment de guerre, Saint-Pétersbourg, éditions Piter, 2014.
- La Troisième Guerre mondiale informatique, Saint-Pétersbourg, éd. Piter, 2014
- La Fin du projet « Ukraine », Saint-Pétersbourg, Piter, 2014

## Articles
- «Путин окончательно причислен к лидерам государств американской „оси зла“», НАКАНУНЕ.ru, 11.01.2013 [Poutine finalement inscrit à la liste des chefs d'État de l'axe du mal par les Américains]
- «Россия вновь станет империей, опираясь на свою историю», НАКАНУНЕ.ru, 25.12.2012 [la Russie devient de nouveau un empire, renouant avec son histoire]
- «Шанс на спасение», Деловая газета «Взгляд», 18.12.2012 [Une chance de salut]
- «День нелегальной Конституции», НАКАНУНЕ.ru, 12.12.2012 [Le jour de la constitution non légale]
- «России суждено жить по сценарию, написанному в США», КМ.ru, 12.12.2012 [La Russie jugée comme devant vivre selon un scénario écrit aux États-Unis]
- «Признак конца», Деловая газета «Взгляд», 28.09.2012 [Le signe de la fin]
- «Америка - превыше всего!», Деловая газета «Взгляд», 10.10.2013 [L'Amérique par-dessus tout!]

### Vidéos
- Valéry Korovine. L'alternative impériale pour la Russie, russia.ru
- La télévision chez Korovine
- À propos de Ramzan Kadyrov
- Commentaires de Korovine pour Ria Novosti